# Hulua manga
Hulua manga är en spindelart som beskrevs av Forster och Wilton 1973. Hulua manga ingår i släktet Hulua och familjen Desidae. Inga underarter finns listade i Catalogue of Life.